# Caabi El-Yachroutu Mohamed
Caabi El-Yachroutu Mohamed, né le 23 mars 1950, est un homme politique comorien.

## Biographie
Caabi El-Yachroutu Mohamed poursuit des études en économie, finances et banque, à Nice et à Paris. Il devient ensuite directeur général de la Banque de développement des Comores de 1982 à 1992. Saïd Mohamed Djohar le nomme alors ministre des Finances en 1992 ; il accomplit alors le premier plan d'ajustement structurel du pays. Limogé en 1993, il devient ensuite Premier ministre des Comores du 27 avril 1995 au 27 mars 1996 et Président par intérim du 5 octobre 1995 au 26 janvier 1996 (durant cet intérim, Saïd Ali Mohamed assure l'intérim du poste de Premier ministre).
Il dirige l'ONG « SOS Espoir » avant de prendre le poste de secrétaire général de la Commission de l'océan Indien du 5 juillet 1997 au 5 juillet 2001.
Il est vice-président des Comores de 2002 à 2006 et ministre des Finances de 2002 à 2004 sous le mandat présidentiel d'Azali Assoumani.
Il est candidat à l'élection présidentielle comorienne de 2006 ; il termine quatrième du premier tour avec 10,86 % des voix.
Il devient le 17 septembre 2013 ambassadeur des Comores à Madagascar.